# Evropa (roman)
Evropa je četrti detektivski roman slovenskega pisatelja Avgusta Demšarja. Izšel je leta 2010 pri Založbi Sanje. V letih 2007-2012 je ustvaril enega prvih slovenskih cikličnih romanov s skupnim imenom Primeri inšpektorja Vrenka. Leta 2011 se je roman Evropa uvrstil med deset nominirancev za Kresnikovo nagrado.

## Vsebina
Jesen leta 2006. Močno dežuje in zunaj je temno. Črni mercedes drvi po cesti. Ob šoferju sedijo še trije potniki, ki so prvič pripotovali v Maribor, dva izmed njiju sta celo prvič v Evropi. Kmalu prispejo na cilj in od celodnevnega potovanja utrujeni gostje se dogovorijo, kdaj naj šofer zjutraj pride ponje. Vsi so udeleženci mednarodne konference o Evropi danes, ki jo organizira Mariborski inštitut za evropske študije. Med njimi je tudi eden najbolj opaznih povabljenih, tako rekoč zvezda mednarodnega srečanja, Kevin Douglas. Naslednje jutro ribič v Dravi najde  truplo. Tako se začne preiskava o umoru, ki jo vodi višji inšpektor Martin Vrenko s svojima sodelavcema, komaj poročenim kriminalistom Markom Breznikom in višjo kriminalistko Ivano Premk. Kmalu ugotovijo identiteto trupla, ki pripada Kevinu Douglasu. Dokaj natančno lahko določijo čas smrti in domnevajo, da ga je zbil avto. Uradno je šlo za prometno nesrečo s pobegom in smrt uglednega profesorja je obveljala za zelo tragičen, a popolnoma nenameren naključen dogodek. Kriminalistična preiskava pa je že prvi teden po dogodku zašla v slepo ulico, kajti izbrskati jim ni uspelo ničesar, na čemer bi zasnovali preiskavo. Raziskovanje motiva otežuje tudi dejstvo, da možak Evropo pozna le iz literature in s spleta ter o njej modruje, ne da bi jo dejansko kdaj videl. Zgodba je napeta prav do konca, ko nam pisatelj razkrije presenetljivega morilca.

## Zbirka
Evropa je četrti roman iz serije primerov detektiva Vrenka, ki jih je v letih 2007-2012 ustvaril mariborski pisatelj Avgust Demšar. Prvi roman je izšel pod naslovom Olje na platnu, sledijo mu Retrospektiva (Drugi primer inšpektorja Vrenka, 2008), Tanek led (Tretji primer inšpektorja Vrenka, 2009), Hotel Abbazia (Peti primer inšpektorja Vrenka, 2011), Obsedenosti v času krize (Šesti primer inšpektorja Vrenka, 2012). S sedmim romanom z naslovom Miloš (2013) je nadaljeval serijo, hkrati pa je namesto uveljavljenih uvedel nove literarne junake, inšpektorja Miloša, kriminalistko Niko Lavrič in kriminalista Draga Jazbeca.

## Izdaje
- Prva izdaja romana leta 2010 pri Založbi Sanje, trda vezava. (COBISS)
- Elektronska izdaja knjige

## Druga dela iz serije
- Olje na balkonu, Prvi primer inšpektorja Vrenka (2007)
- Retrospektiva, Drugi primer inšpektorja Vrenka (2008)
- Tanek led, Tretji primer inšpektorja Vrenka (2009)
- Hotel Abbazia, Peti primer inšpektorja Vrenka (2011)
- Obsedenosti v času krize, Šesti primer inšpektorja Vrenka (2012)

## Nagrade
Avgust Demšar je leta 2011 za roman Evropa prejel nominacijo za Kresnikovo nagrado.